# Шолохово (Московская область)
Шолохово — деревня в городском округе Мытищи Московской области России.

## Население
| 1852 | 1859 | 1890 | 1899 | 1926 | 2002 | 2010 |
| ---- | ---- | ---- | ---- | ---- | ---- | ---- |
| 364  | ↗389 | ↘327 | ↗359 | ↗424 | ↘100 | ↗163 |

## География
Расположена на севере Московской области, в северо-западной части городского округа Мытищи, на Дмитровском шоссе А104, примерно в 20 км к северо-западу от центра города Мытищи и 16 км от Московской кольцевой автодороги, с востока примыкая к микрорайону Луговая города Лобни, на берегу впадающей в Учу реки Раздерихи (бассейн Клязьмы). Западнее деревни проходит линия Савёловского направления Московской железной дороги.
В деревне 7 улиц — Короткая, Луговая, Музейная, Радужная, Хвойная, Экодолье и Стародмитровское шоссе, приписано 2 садоводческих товарищества. Ближайшие сельские населённые пункты — деревни Троице-Сельцо, сёла Марфино и Федоскино, ближайшая станция — Луговая.
Связана автобусным сообщением с окружным центром, городами Москвой, Лобней и железнодорожной станцией Катуар, расположенной в посёлке городского типа Некрасовский Дмитровского района Московской области.

## История
Шолохова, деревня 6-го стана, Государственных Имущ., 175 душ м. п., 189 ж., 39 дворов, 29 вер. от Бутырской заставы, на Дмитровском тракте.— Нистрем К. Указатель селений и жителей уездов Московской губернии, 1852 г.
В «Списке населённых мест» 1862 года — казённая деревня Московского уезда на Дмитровском тракте (из Москвы в Калязин), в 29 верстах от губернского города и 19 верстах от становой квартиры, при речке Уче, с 47 дворами и 389 жителями (178 мужчин, 211 женщин).
По данным на 1899 год — деревня Марфинской волости Московского уезда с 359 жителями.
В 1913 году — 60 дворов.
По материалам Всесоюзной переписи населения 1926 года — центр Шолоховского сельсовета Трудовой волости Московского уезда, проживало 424 жителя (191 мужчина, 233 женщины), насчитывалось 74 хозяйства, из которых 72 крестьянских.
С 1929 года — населённый пункт в составе Коммунистического района Московского округа Московской области. Постановлением ЦИК и СНК от 23 июля 1930 года округа как административно-территориальные единицы были ликвидированы.
1929—1935 гг. — центр Шолоховского сельсовета Коммунистического района.
1935—1939 гг. — центр Шолоховского сельсовета Дмитровского района.
1939—1959 гг. — центр Шолоховского сельсовета (до 17.07.1939) и деревня Сухаревского сельсовета Краснополянского района.
1959—1960 гг. — деревня Сухаревского сельсовета Химкинского района.
1960—1963, 1965—1994 гг. — деревня Сухаревского сельсовета Мытищинского района.
1963—1965 гг. — деревня Сухаревского сельсовета Мытищинского укрупнённого сельского района.
1994—2006 гг. — деревня Сухаревского сельского округа Мытищинского района.
2006—2015 гг. — деревня сельского поселения Федоскинское Мытищинского района.

## Достопримечательности
В деревне находится музейно-мемориальный комплекс «История танка Т-34». Экспозиция, размещённая в здании и на открытой площадке (восемь танков и самоходная артиллерийская установка), посвящена истории создания и развития легендарной машины и её боевому применению в годы Великой Отечественной войны, а также в локальных конфликтах XX века.

## Известные уроженцы
- Михаил Николаевич Герасимов (1915—2003) — участник Великой Отечественной войны, Герой Советского Союза.